# Всемирный день защиты животных
Всемирный день защиты животных, или просто День животных (англ. World Animal Day) — международный день, призванный обратить внимание человечества на проблемы остальных обитателей планеты Земля. Эта дата отмечается ежегодно 4 октября, поскольку приурочена ко Дню Святого Франциска.

## История «всемирного дня защиты животных»
Отмечать этот день было решено во Флоренции (Италия), в 1931 году, на проходившем там международном конгрессе сторонников движения в защиту животных.
Идея проведения подобного дня прижилась по всему миру и в 2008 году различные мероприятия, посвященные этой дате, прошли уже в 68 странах мира.